# Magda Andersson
Pour les articles homonymes, voir Andersson.
Pas d'image ? Cliquez ici
Magda Andersson (née le 14 juillet 1998) est une pilote automobile suédoise. Elle participe actuellement au championnat d'Europe de rallycross avec l'équipe française DA Racing. 
Elle participe à des compétitions de sport automobile depuis l'âge de 9 ans, principalement en karting, et dans les années précédant 2016, elle a concouru dans les classes juniors de la FIA.
Au cours de la saison 2016, elle s'est classée deuxième dans la catégorie TouringCar à propulsion arrière, avec une victoire, une onzième place et trois deuxièmes places. Cela fait d'elle la plus jeune à monter sur le podium dans le championnat européen de rallycross et la pilote féminine la mieux classée dans ce même championnat. Pour la saison 2017, elle participera plutôt à la division Supercar à quatre roues motrices. À partir de 2017, elle courra pour Marklund Motorsport. 

## Résultats

### Championnat d'Europe de rallycross

#### TouringCar
| Year | Entrant           | Car         | 1      | 2      | 3     | 4     | 5     | ERX | Points |
| ---- | ----------------- | ----------- | ------ | ------ | ----- | ----- | ----- | --- | ------ |
| 2015 | Magda Andersson   | Ford Fiesta | BEL 12 | GBR 5  | ALL 2 | SUE 3 | NOR 8 | 4th | 81     |
| 2016 | Valvoline RX Team | Ford Fiesta | BEL 1  | NOR 11 | SUE 2 | LET 2 | ALL 2 | 2nd | 106    |

#### Supercar
| Year | Entrant             | Car             | 1      | 2      | 3      | 4     | 5      | ERX  | Points |
| ---- | ------------------- | --------------- | ------ | ------ | ------ | ----- | ------ | ---- | ------ |
| 2017 | Marklund Motorsport | Volkswagen Polo | BAR 28 | NOR 15 | SUE 12 | FRA 9 | LET 19 | 16th | 19     |
| 2018 | DA Racing           | Peugeot 208 WRX | BAR    | BEL 15 | SUE 18 | FRA 8 | LET 22 | 31st | -15    |